# Prang Si Thep

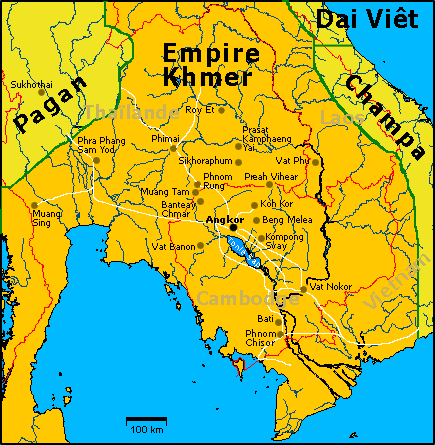
Principaux sites khmers

Le Prang Si Thep (thaï : ปรางค์ศรีเทพ) est un temple khmer situé en Thaïlande, dans le parc historique de Sri Thep (province de Phetchabun).
C'est une grosse tour située derrière le Prang Song Phi Nong et dont la base est à 1 mètre au-dessus du sol. Le style du Prang Si Thep est identique à celui du Prang Song Phi Nong, et se compose d'une base en latérite et de quatre portiques. Le corps principal de la tour et son toit sont en brique; les restes du prang culminent aujourd'hui à 12 mètres. La tour ne comprend qu'une entrée, côté ouest, les autres étant de fausses portes. à l'origine, le portique nord menant à la tour, devait être couvert d'un toit de bois. Flanquant l'avant de la tour principale, on trouve deux bibliothèques ou bannalais. La base centrale devant la terrasse est prolongée par une chaussée cruciforme qui mène vers le niveau inférieur. Au bout de la chaussée, on trouve quelques reliefs d'une tête de naga. Des têtes de nagas se trouvaient sans doute à chaque extrémité de la chaussée, cette chaussée constituant ce qu'on appelle un pont de nagas, symbolisant le lien entre le ciel et la terre. Un peu plus loin, vers le Prang Song Phi Nong, on trouve un mur de latérite sur un ensemble de socles appartenant à diverses structures.
Le Prang Si Thep date des XIe – XIIe siècles, d'après les linteaux trouvés sur place. On trouve des traces évidentes de restauration de la tour, sous la forme par exemple d'un antéfixe inachevé. On peut en déduire qu'à l'origine, il s'agissait d'un sanctuaire hindou, qui fut ensuite transformé pour le culte bouddhisme Mahayana durant le règne de Jayavarman VII. On retrouve ce changement de culte à de nombreux endroits qui faisaient partie de l'empire khmer. Les travaux de restauration furent cependant stoppés avant l'abandon de Si Thep.

## Photographies

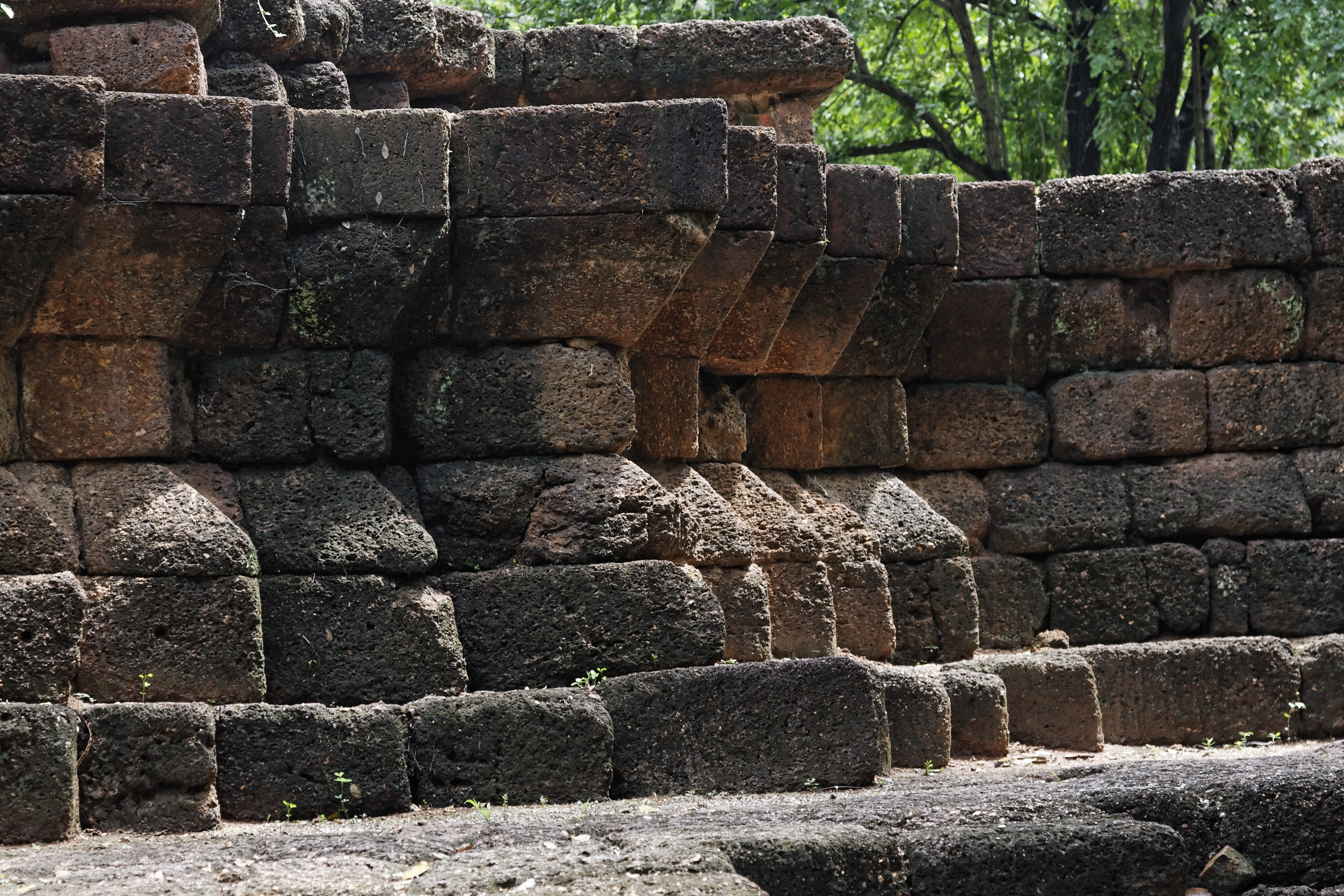
Détail du soubassement de latérite
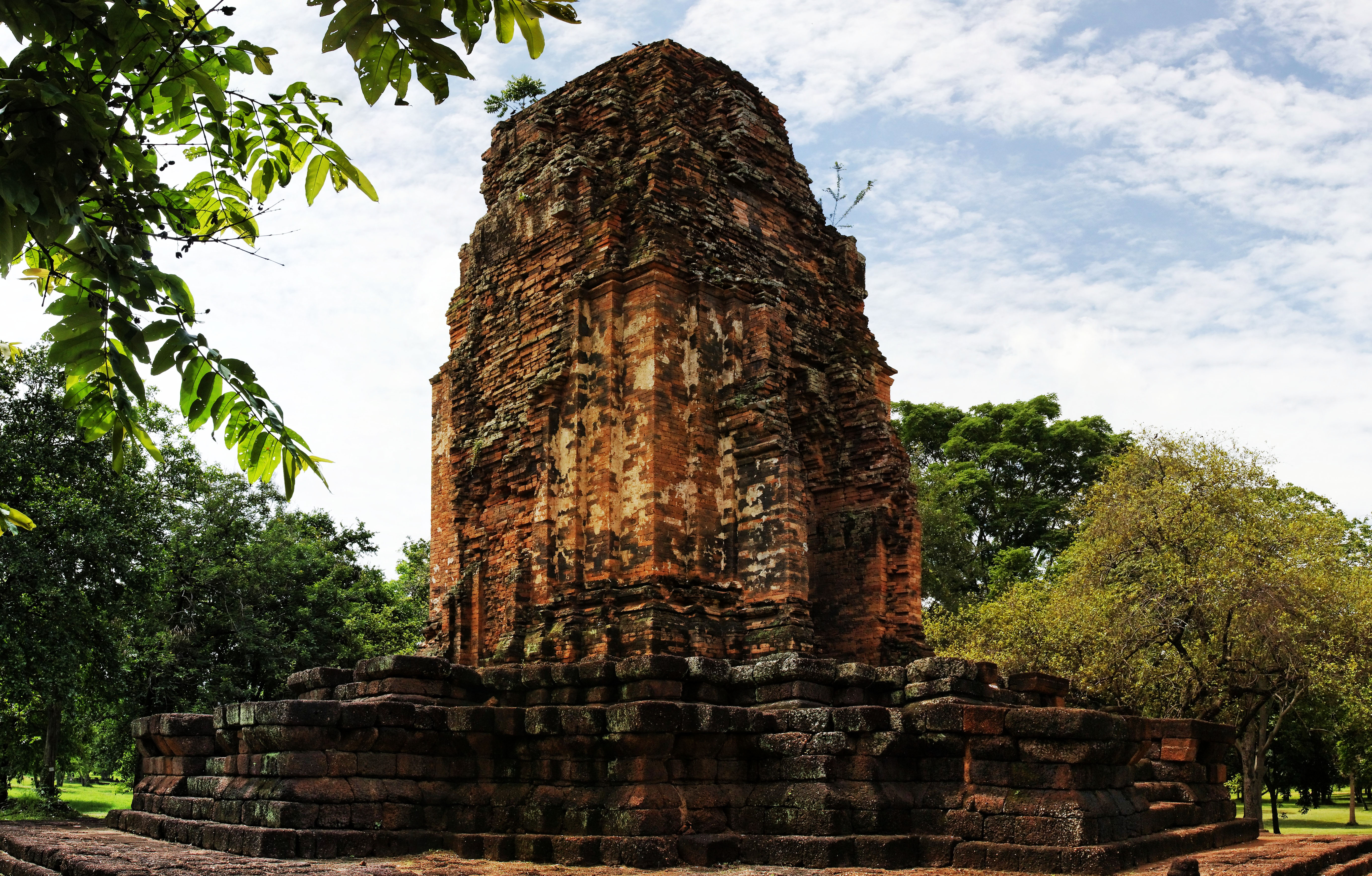
Le prang central
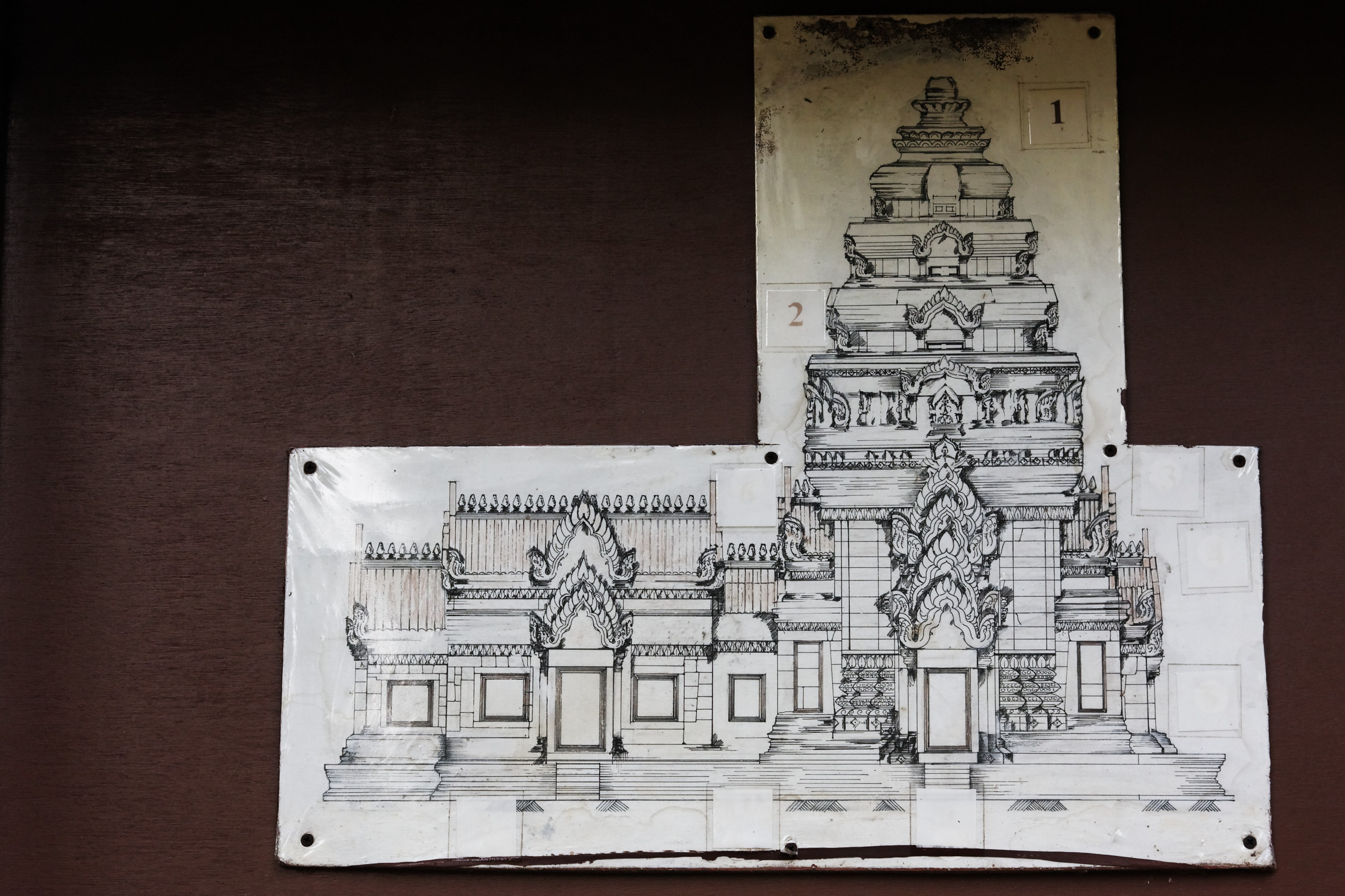
Reconstitution de l'état d'origine